# Filippo Villani
Filippo Villani (Firenze, 1325 – 1407) è stato uno scrittore e storico italiano.

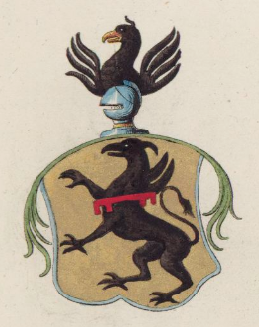
Stemma della famiglia Villani di Firenze.

Era nipote di Giovanni Villani, e figlio di Matteo Villani, dei quali continuò la Nuova Cronica.

## Biografia

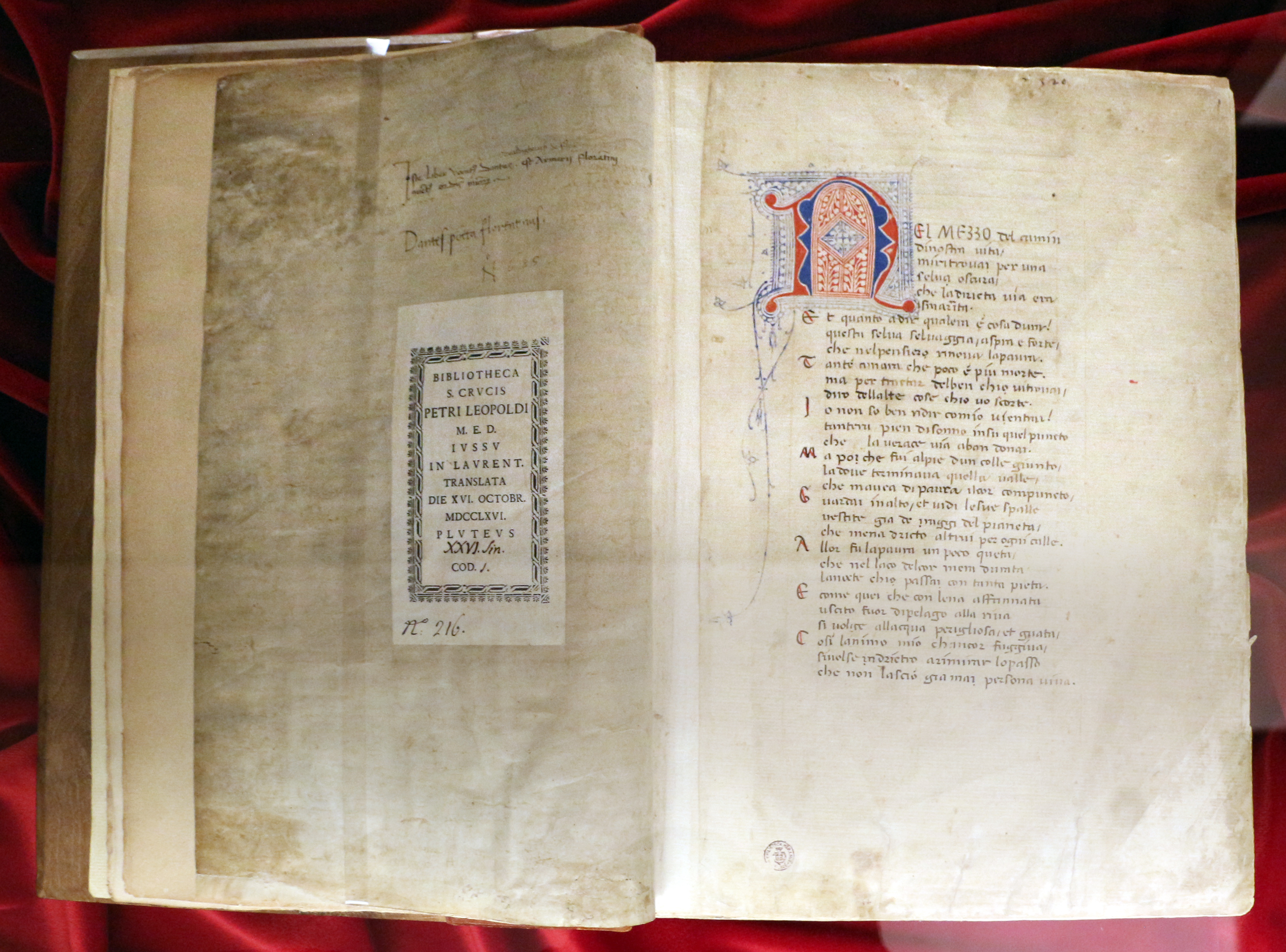
Firenze, Commedia di Dante e altro, edizione di Filippo Villani, 1390-1405 circa, BML

Umanista, fu cancelliere a Perugia dal 1375 al 1381. Proseguì la redazione degli annali municipali di Firenze ("Nova Cronica") iniziata da Giovanni Villani (fino aprile 1348, e continuata da Matteo Villani fino luglio 1363), agli eventi del 1364. Scrisse inoltre il Liber de origine civitatis Florentiae et eiusdem famosis civibus (poi edito nel 1847 da Gustavo Camillo Galletti), dedicato alle origini di Fiesole e Firenze e ad una serie di personaggi di spicco della storia fiorentina.
Coltivò rapporti di amicizia con Coluccio Salutati. Dal 1391 al 1402 fu successore di Giovanni Boccaccio nella lettura di Dante – condusse per il poema l'esegesi allegorica Expositio seu Comentum –, e per questi redasse il Codice Laurenziano di Santa Croce della Divina Commedia.
Morì nel 1407 all'età di ottantadue anni.

## Opere
- Filippo Villani, Expositio seu Comentum super ‘Comedia’ Dantis Allegherii, ediz. a cura di S. Bellomo, Firenze, Le Lettere, 1989.
- Philippi Villani, De origine civitatis Florentie et de eiusdem famosis civibus, edidit G. Tanturli, Padova, Antenore, 1997.